# Mabel Agyemang
Quý bà Tư pháp Mabel Maame Agyemang, née Banful (cũng là Yamoa), là một thẩm phán tòa án cấp cao, từng phục vụ trong các cơ quan tư pháp của chính phủ Ghana, The Gambia và Swaziland. Cô là nữ Chánh án đầu tiên của quốc gia Gambia.

## Sự nghiệp tư pháp
Thẩm phán Agyemang được phục vụ trong ngành tư pháp Ghana năm 1987 và gia nhập vị trí thẩm phán dự bị ngay sau đó. Là một thẩm phán Ghana, cô phục vụ trong nhiều năng lực tư pháp khác nhau và ngồi trong một số khu vực pháp lý bao gồm Accra, Cape Coast, Koforidua, Kumasi và Tema. Agyemang cũng từng là phó chủ tịch Hiệp hội Thẩm phán và Thẩm phán Ghana từ năm 1996 đến năm 2000. Cô được đưa lên Tòa án tối cao năm 2002.
Agyemang bắt đầu làm việc cho Ban thư ký Khối thịnh vượng chung với tư cách là một thẩm phán chuyên gia vào năm 2004, lần đầu tiên được gửi đến Gambia, nơi cô đã trải qua bốn năm làm thẩm phán tại Tòa án tối cao. Trong nhiệm kỳ bốn năm của cô tại Gambia, Thẩm phán Agyemang đã phục vụ các bộ phận Đất đai, Dân sự, Thương mại và Hình sự và hoàn thành thành công khoảng 365 hồ sơ. Năm 2008, cô được biệt phái đến Swaziland, nơi cô phục vụ trong hai năm với năng lực tương tự. Các trường hợp của cô ở Swaziland kéo dài cả luật pháp tư nhân và công cộng và bao gồm các trường hợp phỉ báng, bắt giữ bất hợp pháp, sự tàn bạo của cảnh sát và tranh chấp bầu cử. Một trong những đánh giá đáng chú ý của cô ở Swaziland là phán quyết của cô về quyền được giáo dục miễn phí.